# Noyale de Pontivy
Santa Noyale de Pontivy, también llamada Noyala de Bretaña, Noyala la Blanca, Noaluen, Nolwenn, Newlyn o Newlina (siglo vi), fue una santa, mártir y cefalófora inglesa.

## Hagiografía
Noyale era inglesa o irlandesa según los primeros hagiógrafos. Los eruditos modernos creen no obstante que pudo haber sido uno de los numerosos colonos galeses que se establecieron en Bretaña con motivo de la invasión anglosajona. Noyale era posiblemente hija de un rey inglés; recibió una esmerada educación cristiana, convirtiéndose en una mujer piadosa muy alejada de los placeres mundanos típicos de la corte. Cuando su padre quiso darla en matrimonio al cumplir 20 años, Noyale huyó a Bretaña; tanto ella como su nodriza navegaron hasta la región de Vannes o hasta Bignan, arribando a la desembocadura del río Blavet en el tronco de un árbol. Ambas se establecieron en un bosque próximo a la ciudad de Vannes y vivieron como ermitañas, si bien la belleza de Noyale llamó la atención de Nezan, un noble de la zona, quien quiso desposarse con ella. Pese a que Noyale lo rechazó argumentando su deseo de llevar una vida entregada a la oración, Nezan insistió de tal forma que la joven se vio obligada a huir de nuevo. Las dos mujeres se asentaron en un páramo cerca de un arroyo, en las proximidades de Pontivy; debido a que no tenían un techo bajo el que resguardarse, la santa plantó su báculo y este se convirtió en una higuera que les sirvió de cobijo. Nezan terminó por encontrarlas al poco tiempo y, furioso, decapitó a Noyale. De acuerdo con la leyenda, la santa tomó la cabeza cercenada entre sus manos y, guiada por su nodriza, caminó desde el lugar del martirio hasta Pontivy, situado a 5 km de distancia, aunque otras fuentes sostienen que regresó a Inglaterra.

## Veneración
Noyale, cuyo relato es típico entre los santos cefalóforos del siglo v, es considerada santa patrona de St Newlyn East, en Cornualles, donde una iglesia lleva su nombre. La Iglesia católica celebra su fiesta el 27 de abril, mientras que la Iglesia ortodoxa la festeja el 6 de julio.

## Legado
Noyale es una santa popular en Bretaña y Cornualles. Es especialmente conmemorada en St Newlyn East, donde se afirma que en el muro sur de la iglesia del pueblo se halla la higuera que plantó la santa (aunque de acuerdo con el relato esta fue plantada cerca de Pontivy). Así mismo, un pozo sagrado ubicado en las cercanías señala supuestamente el lugar de su martirio (también ocurrido en las proximidades de Pontivy), mientras que en el cementerio de la iglesia se desenterró una imagen pétrea de Noyale portando su cabeza decapitada.
En Pontivy se levantó una ermita en su honor así como una iglesia en Trois-Fontaines, así llamado debido a que la leyenda sostiene que Noyale, a su paso por la zona con la cabeza entre sus manos, dejó caer tres gotas de sangre de las que surgieron tres fuentes actualmente consideradas milagrosas. En el lugar del martirio se erigió una capilla que el propio Nezan trató de destruir ordenando cavar a su alrededor y disponiendo que se desviasen las aguas del arroyo que pasaba por allí, si bien estas cambiaron repentinamente su curso y lo ahogaron, quedando la capilla intacta.